# 한승희 (농구 선수)
한승희(1998년 5월 5일 ~ )는 대한민국의 농구 선수이며, 안양 KGC인삼공사 농구단 소속이다. 포지션은 포워드이다. 서울연가초등학교, 호계중학교, 안양고등학교, 연세대학교 체육교육학과를 졸업했으며, 2020 KBL 신인드래프트에서 1라운드 5순위로 지명되었다.

## 출신 학교
- 서울연가초등학교
- 명지중학교(전학) -> 호계중학교(졸업)
- 안양고등학교
- 연세대학교 17학번